# Sadegh Omidzadeh
Sadegh Omidzadeh, également connu sous le nom de Hojatollah Omidvar était un général iranien et chef de l'unité de renseignement de la Force Quds en Syrie. Il a été tué à Damas le 20 janvier 2024 par une frappe aérienne israélienne,.

## Carrière militaire
Le 14 août 2012, Omidzadeh, ainsi que d’autres responsables iraniens, ont été capturés par des groupes d'opposition syriens à proximité de l'aéroport de Damas. Il a ensuite été libéré à la suite des efforts de médiation du Qatar. En juin 2023, des rapports ont fait surface indiquant qu'Omidzadeh préparait des attaques contre les forces américaines en Syrie. Son objectif principal était de cibler les véhicules blindés américains Humvee et Cougar sur le territoire syrien.

## Mort
Le 20 janvier 2024, Omidzadeh, ainsi que quatre autres responsables iraniens, Ali Aghazadeh, Saeed Karimi, Hossein Mohammadi, et Mohammad Amin Samadi, ont été tués lors d'une réunion dans un bâtiment du quartier de Mezzeh à Damas. Les frappes aériennes israéliennes, comme l'a rapporté l'Observatoire syrien des droits de l'homme, ont entraîné la destruction complète du bâtiment, entraînant la mort d'au moins 10 militaires.
Sa mort est survenue moins d'un mois après qu'Israël ait assassiné un autre général iranien de haut rang, Razi Mousavi, à Damas, et deux semaines après l'assassinat de Saleh al-Arouri à Beyrouth.